# Forschermeile

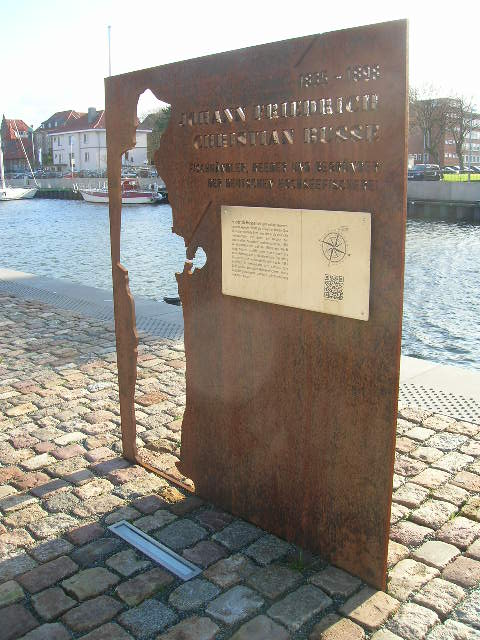
Busse-Stele

Die Forschermeile ist ein fünfteiliges Denkmal in Bremerhaven.

## Lage und Zweck
Die fünf Platten aus COR-TEN-Stahl stehen an der Nordseite des Hauptkanals, zwischen dem Handelshafen und der Drehbrücke über den Geestemünder Hauptkanal. Mit Schautafeln, QR-Codes und ausgeschnittenen Umrissen erinnern sie an Männer, die in Wasserbau, Schiffbau, Raketentechnik, Hochseefischerei und Polarforschung außergewöhnliche Leistungen vollbrachten und für die Seefahrtsgeschichte Bremerhavens große Bedeutung hatten.
Konzipiert wurde das Projekt von der Erlebniskontor GmbH für die BIS Bremerhavener Gesellschaft für Investitionsförderung und Stadtentwicklung mbH.

## Geehrte
- Adolf Buchholz, Wasserbauer
- Friedrich Busse, Reeder, Pionier der deutschen Hochseefischerei
- Georg Wilhelm Claussen, Schiffbauer
- Friedrich Wilhelm Sander, Entwickler von Schießleinen, Raketenbauer
- Alfred Wegener, Polarforscher